# The Darkness world tour 2006
World tour 2006 var en konsertturné under 2006 av det brittiska rockbandet The Darkness. Men denna turné marknadsförde de deras andra studioalbum, One Way Ticket to Hell ...and Back. Denna turné var gruppens första och sista turné med Richie Edwards som basist. Edwards hade tidigare ersatt Frankie Poullain som lämnat bandet i maj 2005. Detta var också bandets sista turné innan den bröt upp i slutet av 2006.
Det amerikanska bandet Juliette and the Licks samt svenska The Ark agerade förband åt The Darkness under den första delen av turnén. The Ark var förband även när turnén nådde Skandinavien. När turnén sedan nådde resterande del av Europa stod Doomfoxx som förband, medan den australiska gruppen After the Fall var förband när turnén nådde Australien.

## Turnén

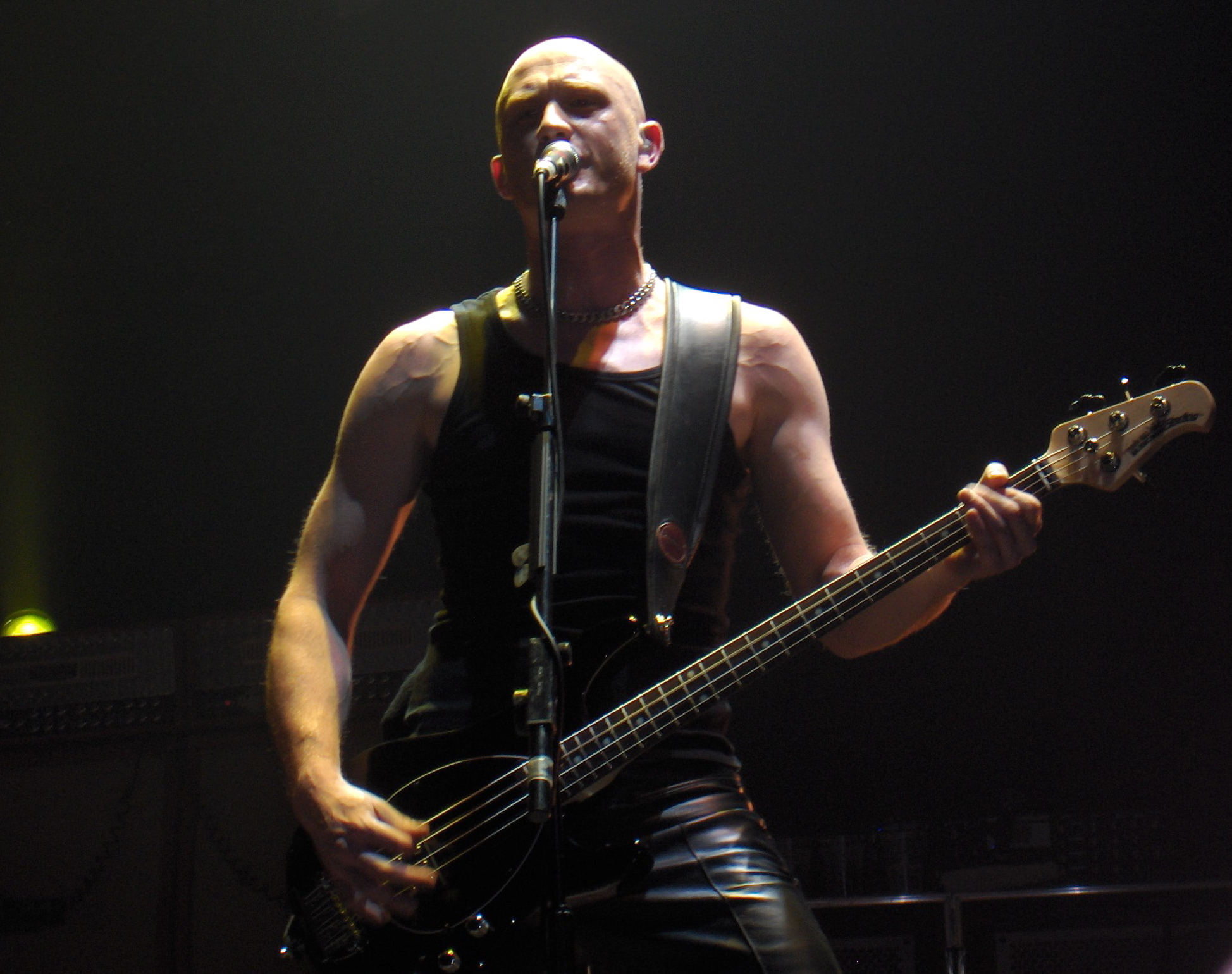
Richie Edwards live i Helsingfors, 7 mars 2006.

Den brittiska delen av turnén tillkännagavs officiellt via gruppens webbplats den 2 november 2005. Bandet hade då inte turnerat sedan deras Winternational tour, som avslutades 12 december 2004. Som uppvärmning inför turnén spelade gruppen på University of East Anglia 26 januari 2006. Nio dagar senare, 4 februari påbörjades turnén på The Point i Dublin, Irland. En liveversion av Is It Just Me? spelades in på Alexandra Palace och gavs den 20 februari ut som download, under en begränsad period, på gruppens officiella webbplats. Under den avslutande konserten på den brittiska turnén fick Justin Hawkins tekniska problem med sin sitar under låten One Way Ticket, så han slog sönder den på scenen och fortsatte låten med att spela på en elgitarr istället.
Efter att den brittiska turnén avslutats den 20 februari på Nottingham Arena for gruppen söderut och påbörjade en Europaturné. Första konserten hölls på Sentrum Scene i Oslo och var utsåld. Därefter gjorde gruppen tre konserter i Sverige; i Scandinavium, Löfbergs Lila Arena och Annexet. Bandet skulle egentligen ha spelat i Globen, men på grund av dålig biljettförsäljning så flyttades spelningen till Annexet. Den 7 mars spelade The Darkness i Helsingfors Ishall och efter konserten ramlade Dan Hawkins i snön, när han klev ur en taxi, och stukade handleden. Detta medförde att han fick gå på smärtstillande medel de efterföljande konserterna. Efter bland annat fem konserter i Tyskland avslutades Europaturnén i Amsterdam den 23 mars.
4 april påbörjades den Australiensiska delen av turnén på Metro City Concert Club i Perth. The Darkness hade då inte spelat i Australien på över två år. Efter konserten i Perth följde bland annat två utsålda konserter på The Palace i Melbourne och 12 april uppträdde gruppen på MTV Australia Awards. De fick där även motta pris för bästa rockvideo, och var också nominerade till årets video. Under sista konserten i Australien, som hölls på Big Top Luna Park i Sydney, bröt någon sig in i bandet omklädningsrum och stal kläder för bröderna Hawkins.
Sex dagar efter den sista konserten i Australien gjorde The Darkness den första av tre konserter i Japan. De hade då inte spelat i Japan sedan den 27 november 2003. Den sista konserten var i Tokyo den 22 april. Därefter spelade gruppen på en del festivaler i Europa, bland annat; Rock in Rio, Rock am Ring och Rock im Park. Sista konserten var på festivalen Ilosaarirock i Joensuu, Finland den 15 juli. Gruppen skulle egentligen också ha spelat på Skanderborg Festival i Danmark den 10 augusti, men denna konsert ställdes in då Justin Hawkins vid tillfället hade stora problem med alkohol och andra droger.

## Låtlista
Gruppen använde alltid Abbas låt Arrival som intromusik innan de kom in på scenen. Denna låtlista var vanligast efter den första delen av turnén. Under den skandinaviska delen av turnén började gruppen spela några låtar av AC/DC; Thunderstruck, Highway to Hell och You Shook Me All Night Long. Av dessa framfördes den sistnämnda endast vid några enstaka tillfällen. Låten Dinner Lady Arms spelades inte efter Europaturnén.
1. "Knockers"
2. "One Way Ticket"
3. "Is It Just Me?"
4. "Growing on Me"
5. "Dinner Lady Arms"
6. "Givin' Up"
7. "Black Shuck"
8. "Love on the Rocks With No Ice"
9. "Love Is Only a Feeling"
10. "Seemed Like a Good Idea at the Time"
11. "Blind Man"
12. "Hazel Eyes"
13. "Get Your Hands Off My Woman"
14. "Friday Night"
15. "Girlfriend"
16. "Highway to Hell"
17. "Thunderstruck"
18. "I Believe in a Thing Called Love"
Extranummer:
19. "English Country Garden"
20. "Bald"

## Förband
- Juliette and the Licks (4 - 20 februari)
- The Ark (4 februari - 9 mars)
- Doomfoxx (11 - 23 mars)
- After the Fall (4 - 14 april)

## Datum
| Irland / Storbritannien |                               |             |               |
| 4 februari 2006         | The Point                     | Dublin      | Irland        |
| 5 februari 2006         | Odyssey                       | Belfast     | Nordirland    |
| 7 februari 2006         | Alexandra Palace              | London      | England       |
| 8 februari 2006         | Alexandra Palace              | London      | England       |
| 11 februari 2006        | Hallam FM Arena               | Sheffield   | England       |
| 12 februari 2006        | SECC                          | Glasgow     | Skottland     |
| 13 februari 2006        | Metro Radio Arena             | Newcastle   | England       |
| 15 februari 2006        | The Brighton Centre           | Brighton    | England       |
| 16 februari 2006        | Plymouth Pavilions            | Plymouth    | England       |
| 18 februari 2006        | Manchester Evening News Arena | Manchester  | England       |
| 19 februari 2006        | The NEC                       | Birmingham  | England       |
| 20 februari 2006        | Nottingham Arena              | Nottingham  | England       |
| Europa                  |                               |             |               |
| 1 mars 2006             | Sentrum Scene                 | Oslo        | Norge         |
| 3 mars 2006             | Scandinavium                  | Göteborg    | Sverige       |
| 4 mars 2006             | Löfbergs Lila Arena           | Karlstad    | Sverige       |
| 5 mars 2006             | Annexet                       | Stockholm   | Sverige       |
| 7 mars 2006             | Helsingfors ishall            | Helsingfors | Finland       |
| 9 mars 2006             | Valby-Hallen                  | Köpenhamn   | Danmark       |
| 11 mars 2006            | Große Freiheit 36             | Hamburg     | Tyskland      |
| 13 mars 2006            | Ancienne Belgique             | Bryssel     | Belgien       |
| 14 mars 2006            | Live Music Hall               | Köln        | Tyskland      |
| 15 mars 2006            | Longhorn                      | Stuttgart   | Tyskland      |
| 17 mars 2006            | Palamazda                     | Milano      | Italien       |
| 19 mars 2006            | Georg Elser Halle             | München     | Tyskland      |
| 20 mars 2006            | Gasometer                     | Wien        | Österrike     |
| 22 mars 2006            | Columbiahalle                 | Berlin      | Tyskland      |
| 23 mars 2006            | Heineken Music Hall           | Amsterdam   | Nederländerna |
| Australien              |                               |             |               |
| 4 april 2006            | Metro City Concert Club       | Perth       | Australien    |
| 6 april 2006            | The Palace                    | Melbourne   | Australien    |
| 7 april 2006            | The Palace                    | Melbourne   | Australien    |
| 8 april 2006            | Thebarton Theatre             | Adelaide    | Australien    |
| 11 april 2006           | The Arena                     | Brisbane    | Australien    |
| 13 april 2006           | Big Top Luna Park             | Sydney      | Australien    |
| 14 april 2006           | Big Top Luna Park             | Sydney      | Australien    |
| Japan                   |                               |             |               |
| 20 april 2006           | Imperial Hall                 | Osaka       | Japan         |
| 21 april 2006           | Diamond Hall                  | Nagoya      | Japan         |
| 22 april 2006           | Studio Coast                  | Tokyo       | Japan         |
| Europa                  |                               |             |               |
| 27 maj 2006             | Rock in Rio                   | Lissabon    | Portugal      |
| 3 juni 2006             | Rock am Ring                  | Nürburgring | Tyskland      |
| 4 juni 2006             | Rock im Park                  | Nürnberg    | Tyskland      |
| 15 juni 2006            | Festivalbar                   | Trieste     | Italien       |
| 17 juni 2006            | Heineken Jammin'              | Imola       | Italien       |
| 24 juni 2006            | Openair Frauenfeld            | Frauenfeld  | Schweiz       |
| 13 juli 2006            | Big Top Arena                 | Liverpool   | England       |
| 15 juli 2006            | Ilosaarirock                  | Joensuu     | Finland       |

## Medverkande
- Richie Edwards – bas, akustisk gitarr, sång
- Ed Graham – trummor
- Dan Hawkins – gitarr, kör
- Justin Hawkins – sång, gitarr, sitar, klaviatur